# Luísa Maita
Luísa Maita (São Paulo, 27 de abril) é uma cantora e compositora brasileira.

## Biografia
Luisa nasceu em São Paulo, Brasil em 27 de abril de 1982. Filha de Amado Maita, músico e compositor que teve seu único álbum considerado o “holy grail” entre colecionadores no mundo, e da produtora cultural Myriam Taubkin, Luisa teve contato direto com o samba jazz e o meio musical desde a infância. Conviveu com grandes músicos como Sizão Machado, Moacir Santos, Naná Vasconcelos, Paulinho da Viola, Lenine, Guilherme Vergueiro, entre outros.
Mostrou sua capacidade de composição tendo músicas gravadas por Virgínia Rosa, Mariana Aydar (“Beleza” eleita pela revista Rolling Stone uma das melhores músicas de 2009) e participado dos álbuns de Rodrigo Campos e Carlos Núñes. Luísa Maita também trabalhou com grandes produtores no Brasil como Antonio Pinto, Beto Villares e Bid. Teve destaque como cantora nos vídeos da campanha para olimpíadas Rio 2016 dirigidos por Fernando Meirelles, apresentados em Copenhagen e veiculados no mundo todo.
Em 2010, Luísa apresenta "Lero-Lero", seu álbum de estreia lançado no Brasil pelo selo Oi Música e no mundo todo pela Cumbancha/Putumayo, pontuado por influências da música pop e eletrônica indissociáveis da base acústica enraizada no samba, na bossa nova e na música popular brasileira que une referências musicais e pessoais com preciosismo e despojamento.
Após o lançamento nos EUA, o programa “All Things Considered” da NPR disse que Luísa é a "Nova Voz do Brasil" e salientou que "se continuar fazendo discos como este, pode muito bem estar no caminho para o estrelato internacional". Logo em seguida a cantora embarca para sua primeira turnê pelos EUA e Canada recebendo ótimas críticas do The New York Times, The Washington Post e Boston Globe.
No Brasil, o álbum figurou nas principais listas de melhores discos de 2010 - entre elas a da revista Veja, Rolling Stone e MTV e, em julho de 2011, Luísa recebeu o prêmio de Artista Revelação do Ano na vigésima segunda edição do conceituado Prêmio da Música Brasileira, além de se apresentar na festa de entrega ao lado de Lenine.
No mesmo período, Luísa estreou na Europa passando por importantes festivais de verão como o Nuits du Sud na França e o Musicas do Mundo, em Portugal. Em agosto de 2011, a cantora retornou à América do Norte realizando 30 shows em 26 cidades durante 45 dias e, uma vez mais, lotando os festivais e casas de shows por onde passou e recebendo elogios da imprensa com destaque especial no jornal LA Times.

## Discografia
- 2010 - Lero-Lero (Cumbancha / Oi Música)
- 2010 - Maita Remixed (Cumbancha)
- 2016 - Fio da Memória (Cumbancha)

## Prêmios
- 2011 - Artista Revelação do Ano no 22° Prêmio da Música Brasileira

## Participações
- 2011 - Luísa participa do álbum "Setembro" de Junio Barreto.
- 2011 - Luísa interpreta a faixa "Samambaia" no álbum "Taxi Imã" de Pipo Pegoraro.
- 2011 - Luísa participa da faixa "Amor na Lanterna" no álbum "O Destino Vestido de Noiva" de Fabio Góes.
- 2011 - Luísa participa do filme "Estamos Juntos" de Toni Venturi.
- 2010 - Luísa canta a música "Coração Brasileiro" de Celso Adolfo no álbum de Carlos Núñes “Alborada do Brasil”.
- 2014 - Luísa participa do álbum "NORD" de Jam da Silva, na música "Vagueia", composição dela com o Jam.
- 2009 - Luísa interpreta "Cidade Maravilhosa" e "Aquele Abraço" nos vídeos promocionais das olimpíadas Rio 2016 dirigidos por Fernando Meirelles.
- 2009 - Luísa canta em 4 faixas do álbum de Rodrigo Campos "São Mateus Não É Um Lugar Tão Longe".
- 2009 - Mariana Aydar grava a música "Beleza" de Luísa Maita e Rodrigo Campos no álbum “Peixes, Pássaros e Pessoas”.
- 2007 - Virgínia Rosa grava as músicas "Madrugada" e "Amado Samba" de Luísa no álbum “Samba a Dois”.

## Turnês
"Lero-Lero"
- Ago/2011 - EUA, Canadá e México
- Jul/2011 - Europa (República Tcheca, Inglaterra, França e Portugal)
- Set/2010 - EUA e Canadá